# Torrenticola amplexa
Torrenticola amplexa är en kvalsterart som först beskrevs av Koenike 1908.  Torrenticola amplexa ingår i släktet Torrenticola och familjen Torrenticolidae. Inga underarter finns listade i Catalogue of Life.